# خانه حسین علی کابلی
خانه حسین علی کابلی مربوط به دوره پهلوی است و در شهرستان گرگان، بخش مرکزی، دهستان روشن آباد، روستای کفشگیری واقع شده و این اثر در تاریخ ۲۲ آبان ۱۳۸۶ با شمارهٔ ثبت ۲۰۰۴۵ به‌عنوان یکی از آثار ملی ایران به ثبت رسیده است.